# Рдесник вузлуватий
Рдесник вузлуватий (Potamogeton nodosus) — вид рослин родини рдесникові (Potamogetonaceae), поширений у Європі, Африці, Азії, Австралії на Американському континенті.

## Опис
Багаторічна водна трава. Занурені листки на черешках, притулені, з жилками, під час цвітіння швидко відмирають. Плавучі листки овальні або довгасто-ланцетні, шкірясті. Прилистки коричневі. Стебла короткочасні або однорічні, від тонких до міцних, довжиною до 2.5 м, нерозгалужений або скупо розгалужені. Кореневища міцні, повзучі, дворічні або багаторічні, багато розгалужені. Занурені листки блідо-зеленого кольору, коли молоді й зелені або коричнево-зелені пізніше, від ланцетних до довгасто-ланцетних; черешок довжиною (20)30–150 мм; листова пластина 50–280 × 10–38(50) мм. Плавучі листки яскраво-зелені; черешок (30)100–210 мм, ±коричнево-червонуватий; листова пластина (40)50–150 × 20–50(60) мм, 11–23-жильна, непрозора; прилистки пахвові, 20–60(125) мм, з 2 жилками більш вираженими, ніж інші. Квітконіжки 40–130 мм, колоски циліндричні, 14–50 × 4–10 мм, містять до 15 суміжних квіткових кілець. Квітки численні, квіткові сегменти 0.2–0.3 мм завдовжки. Плоди коричневі або червонувато-коричневі, 2.7–4 мм завдовжки, вентрально майже пласкі, дорсально кілювато-гострі.

## Поширення
Поширений у Європі, Азії, Африці, Австралії, Північній та Південній Америках. Населяє мілководдя озер, ставків, улоговин, боліт, також у річках, часто в грязьовому ґрунті; глибина води 1.5–2 м; іноді у великих колоніях, пов'язаних з Nymphaea caerulea, N. indica та ін..
В Україні вид зростає в проточних водоймах — на Правобережжі, у Північному Криму (с. Пішкове), зрідка.

## Галерея

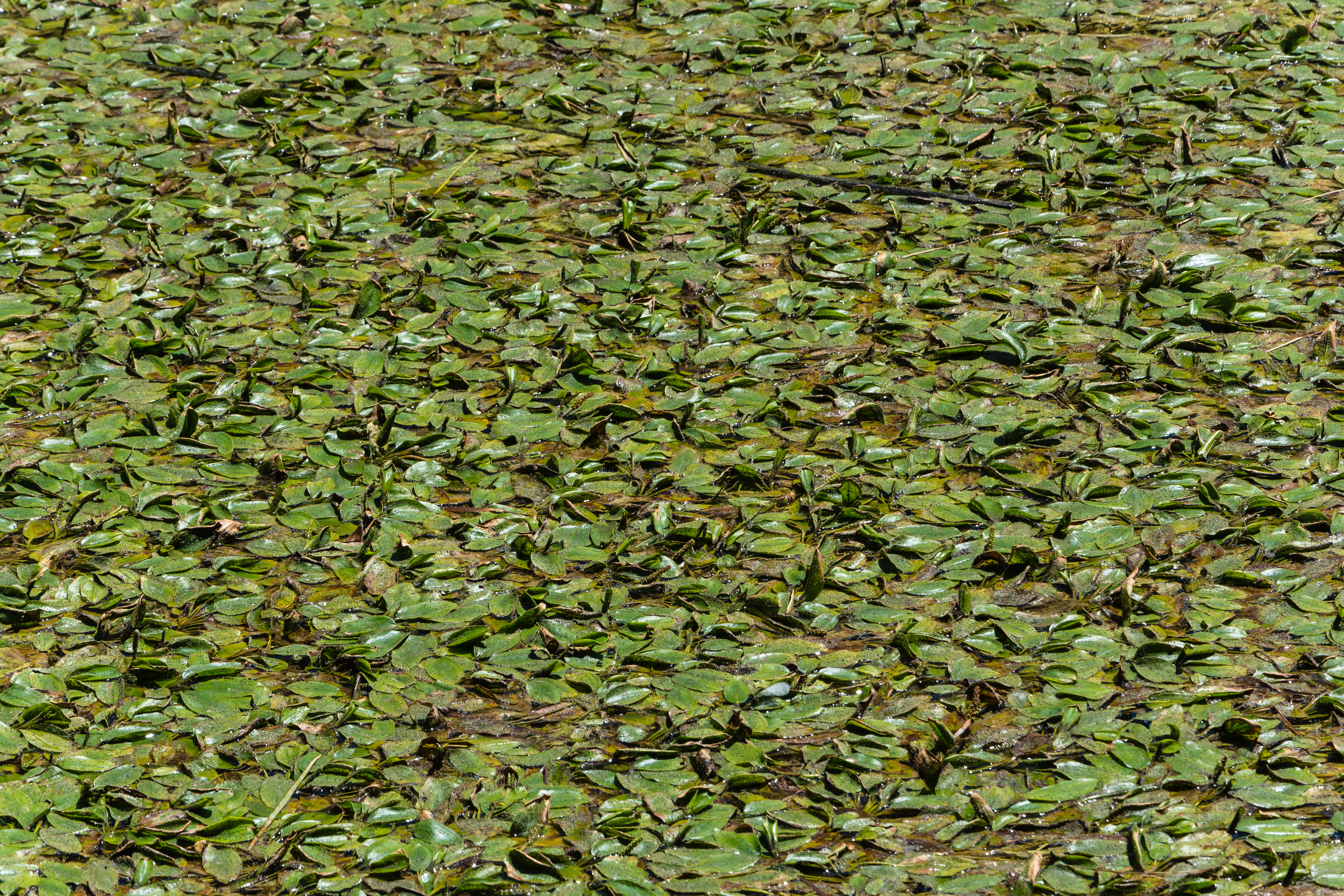
вкрита рослиною водойма
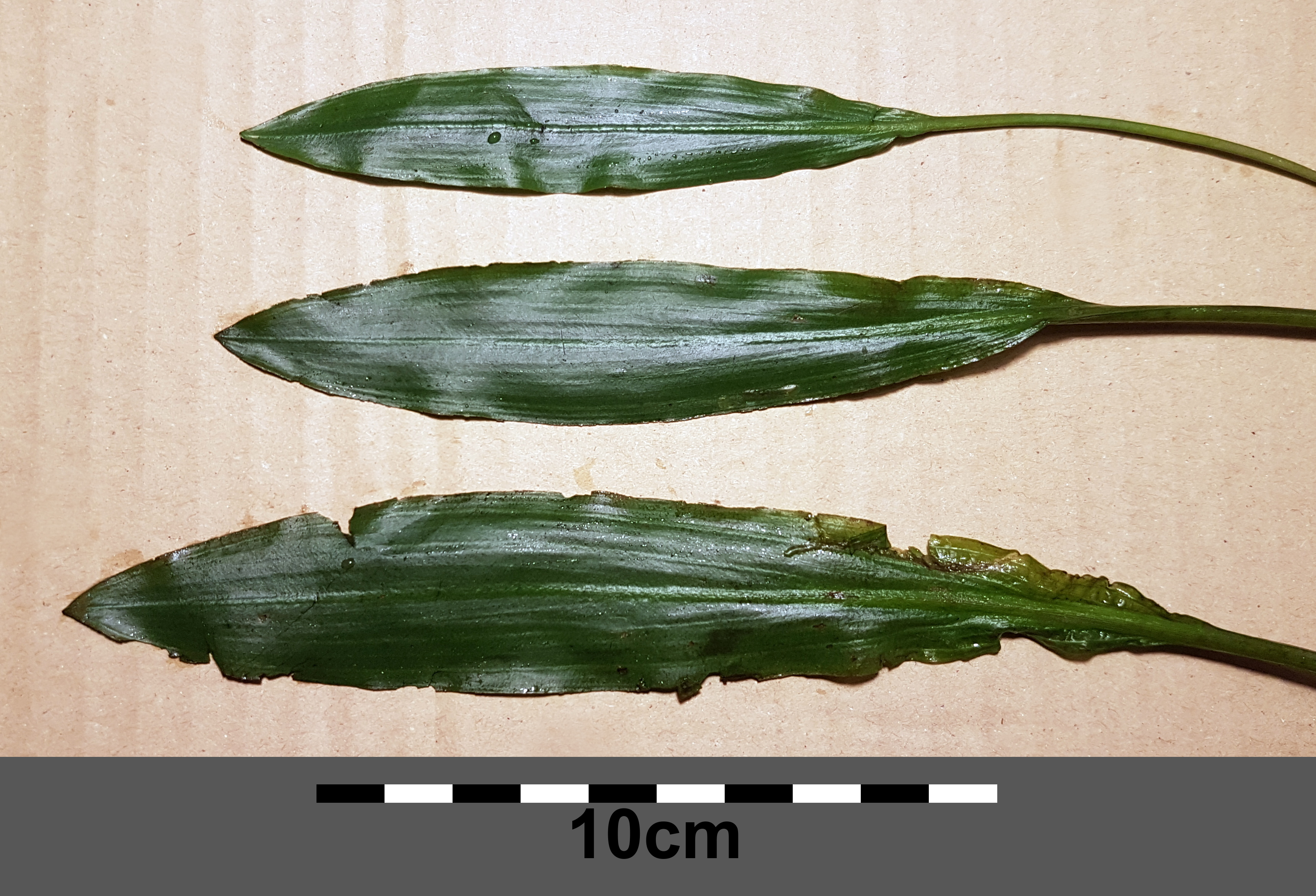
листки
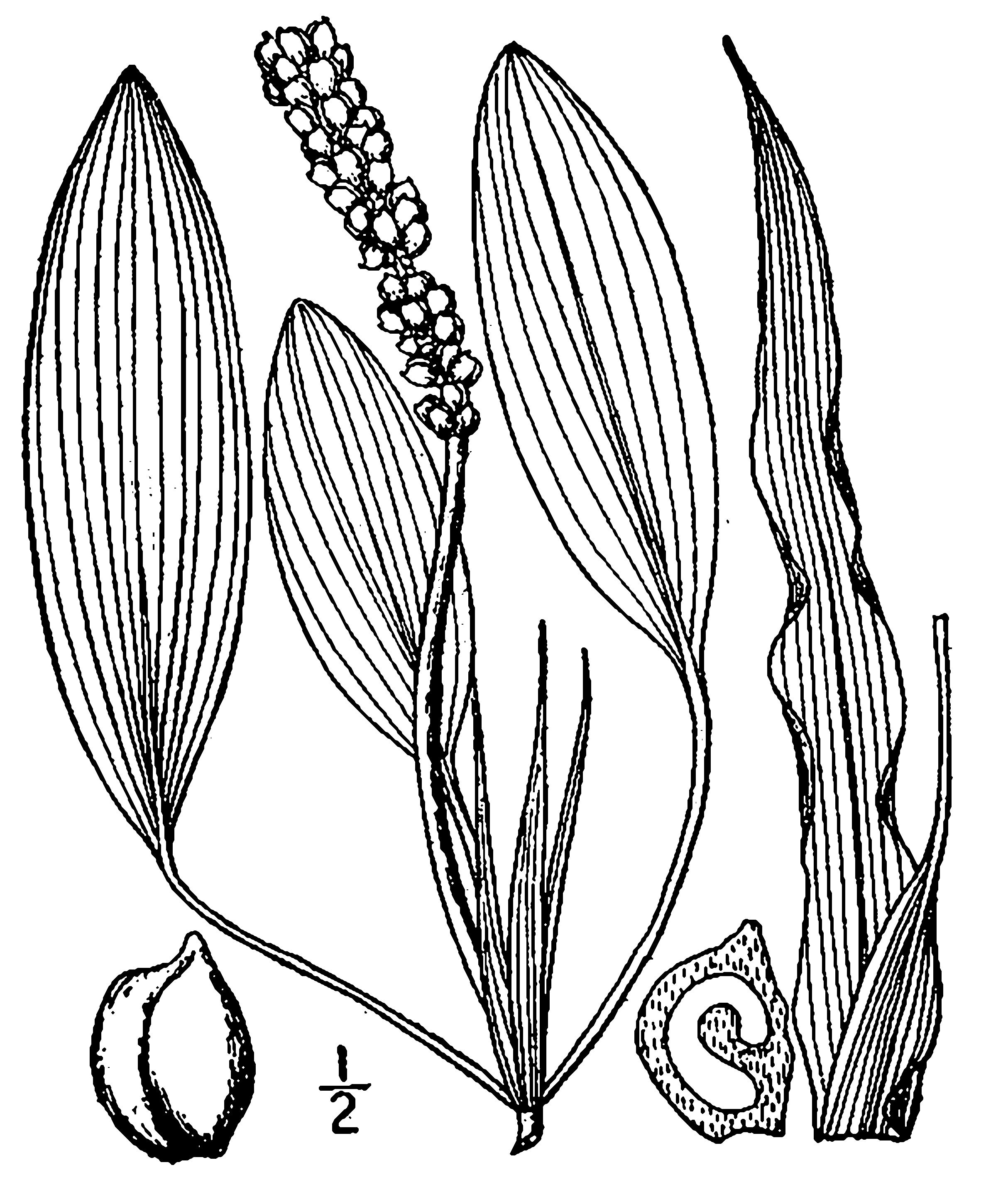
ілюстрація